# Aston Martin Valour
Aston Martin Valour är en sportbil som den brittiska biltillverkaren Aston Martin presenterade i juli 2023.
Aston Martin Valour är en utveckling av V12 Vantage-modellen. Den stora skillnaden är en ny kaross byggd i kolfiber med en mer traditionell formgivning samt att bilen levereras med manuell växellåda. Tillverkningen är begränsad till 110 exemplar för att fira företagets 110-åriga historia.

## Motor
| Modell | Motor               | Cylindervolym | Effekt           | Vridmoment       | Bränslesystem              |
| ------ | ------------------- | ------------- | ---------------- | ---------------- | -------------------------- |
| Valour | 12-cyl V-motor DOHC | 5204 cm³      | 715 hk vid v/min | 753 Nm vid v/min | Direktinsprutning, biturbo |